# Burg Burgschnabel
Die Burg Burgschnabel, auch Burg Schnabel genannt, ist eine abgegangene Hangburg bei dem Ort Hilst in der Verbandsgemeinde Pirmasens-Land im Landkreis Südwestpfalz in Rheinland-Pfalz.
Die Burganlage der ehemaligen Fliehburg befindet sich in einem Waldgebiet am Ausgang der Ortschaft Hilst in Richtung Schweixer Mühle 330 Meter über NN.
Auf dem 120 mal 45 Meter großen Areal der Wallburg sind noch Reste der Wälle zu erkennen.